# Fraunhoferska linjerna
Fraunhoferska linjerna, de mörka absorptionslinjerna i solljusets spektrum. Dessa linjer iakttogs först av Wollaston (1802), men föll i glömska, tills Joseph von Fraunhofer 1814 på nytt observerade dem och då i ett betydligt större antal. Bokstäverna vid de olika linjerna i spektrumet är individuella etiketter som Fraunhofer valde för identifiering. 
De fraunhoferska linjerna studerades ingående av Anders Jonas Ångström. Han definierade strålningens våglängder i ångströmsenheter. 1 ångström = 0,0001 µm.

## Beteckningar
De huvudsakliga fraunhoferska linjerna och de element de är associerade med:
| Beteckning | Element | Våglängd (nm) |
| ---------- | ------- | ------------- |
| y          | O2      | 898,765       |
| Z          | O2      | 822,696       |
| A          | O2      | 759,370       |
| B          | O2      | 686,719       |
| C          | Hα      | 656,281       |
| a          | O2      | 627,661       |
| D1         | Na      | 589,592       |
| D2         | Na      | 588,995       |
| D3 or d    | He      | 587,5618      |
| e          | Hg      | 546,073       |
| E2         | Fe      | 527,039       |
| b1         | Mg      | 518,362       |
| b2         | Mg      | 517,270       |
| b3         | Fe      | 516,891       |
| b4         | Mg      | 516,733       |

| Beteckning | Element | Våglängd (nm) |
| ---------- | ------- | ------------- |
| c          | Fe      | 495,761       |
| F          | Hβ      | 486,134       |
| d          | Fe      | 466,814       |
| e          | Fe      | 438,355       |
| G'         | Hγ      | 434,047       |
| G          | Fe      | 430,790       |
| G          | Ca      | 430,774       |
| h          | Hδ      | 410,175       |
| H          | Ca+     | 396,847       |
| K          | Ca+     | 393,368       |
| L          | Fe      | 382,044       |
| N          | Fe      | 358,121       |
| P          | Ti+     | 336,112       |
| T          | Fe      | 302,108       |
| t          | Ni      | 299,444       |

Fraunhoferlinjerna C, F, G' och h motsvarar balmerseriens emissionslinjer alpha, beta och gamma för väteatomen. 